# كتاب دورو
كتاب دورو هو مخطوطة إنجيل من القرون الوسطى على طراز الفن الجزيري. ربما تمت كتابته بين عامي 650 و 700 للميلاد. ربما كان مكان كتابة المخطوطة هو دير دورو في أيرلندا أو دير في نورثمبريا في شمال شرق إنجلترا (حيث سيكون دير ليندسفارن هو المرشح المحتمل) أو ربما أيونا أبي في غرب اسكتلندا — لقد ناقش المؤرخون مكان المنشأ لعدة عقود دون توافق في الآراء. اليوم تتواجد المخطوطة في مكتبة كلية ترينيتي، دبلن (TCD MS 57).

## الإضاءة

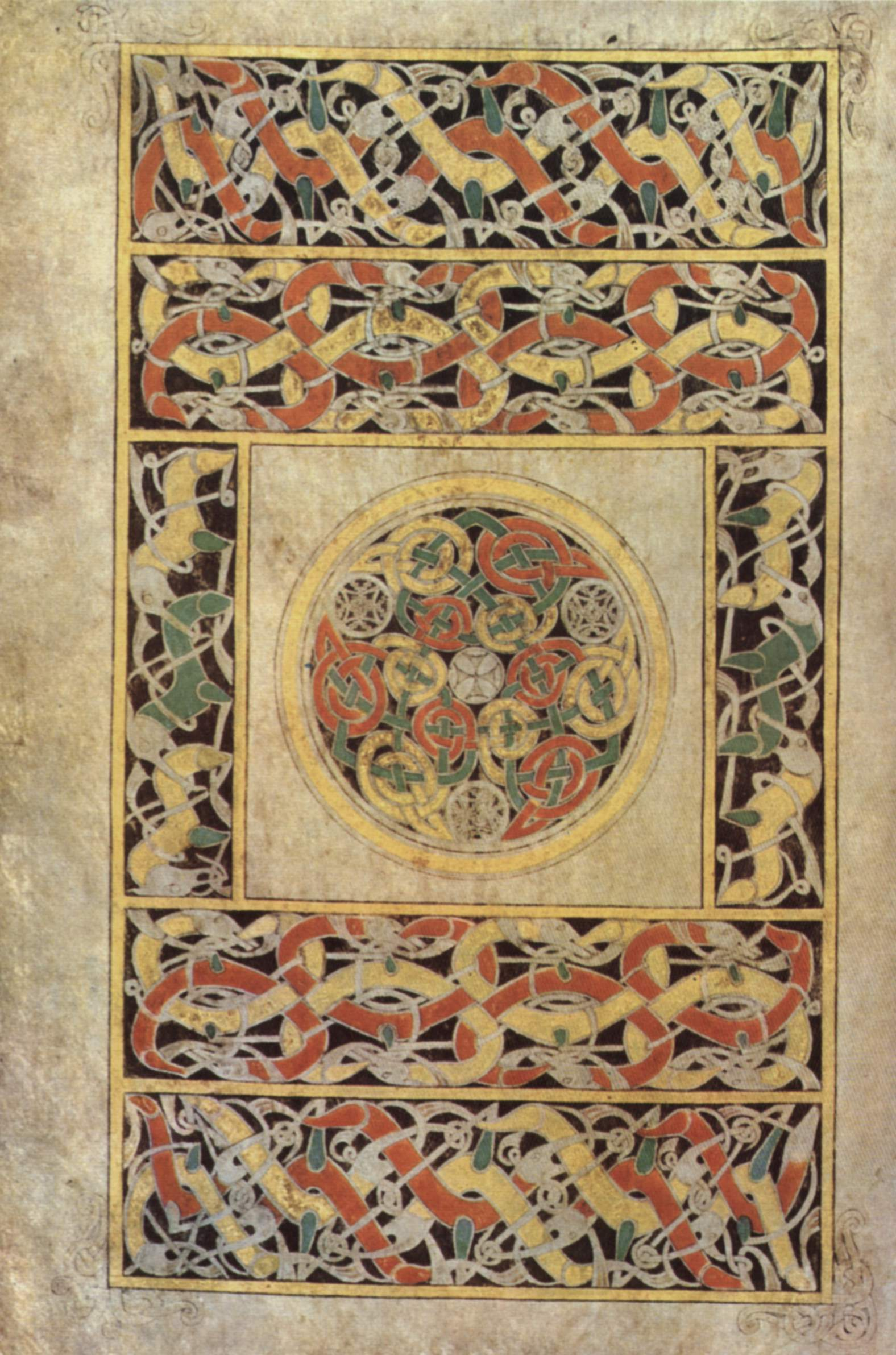
صفحة السجاد مع الحيوانات المتداخلة

تُظهر إضاءة الكتاب بشكل جيد الأصول المتنوعة للأسلوب الانعزالي، وكانت محور النقاش الفني والتاريخي المكثف حول هذه القضية. شيء واحد واضح هو أن الفنان لم يكن مستخدماً لتمثيل الشكل الإنساني؛ تم وصف محاولته الرئيسية، رمز رجل ماثيو، بأنها «مشبك المشي». بصرف النظر عن الأعمال المعدنية الأنجلو ساكسونية، والرسوم التوضيحية للمخطوطات القبطية والسريانية، فقد تمت مقارنة الشكل بشخصية برونزية مع لوحة من المينا الهندسية على جذعه، من دلو موجود في النرويج.

## معرض الرموز الإنجيلية

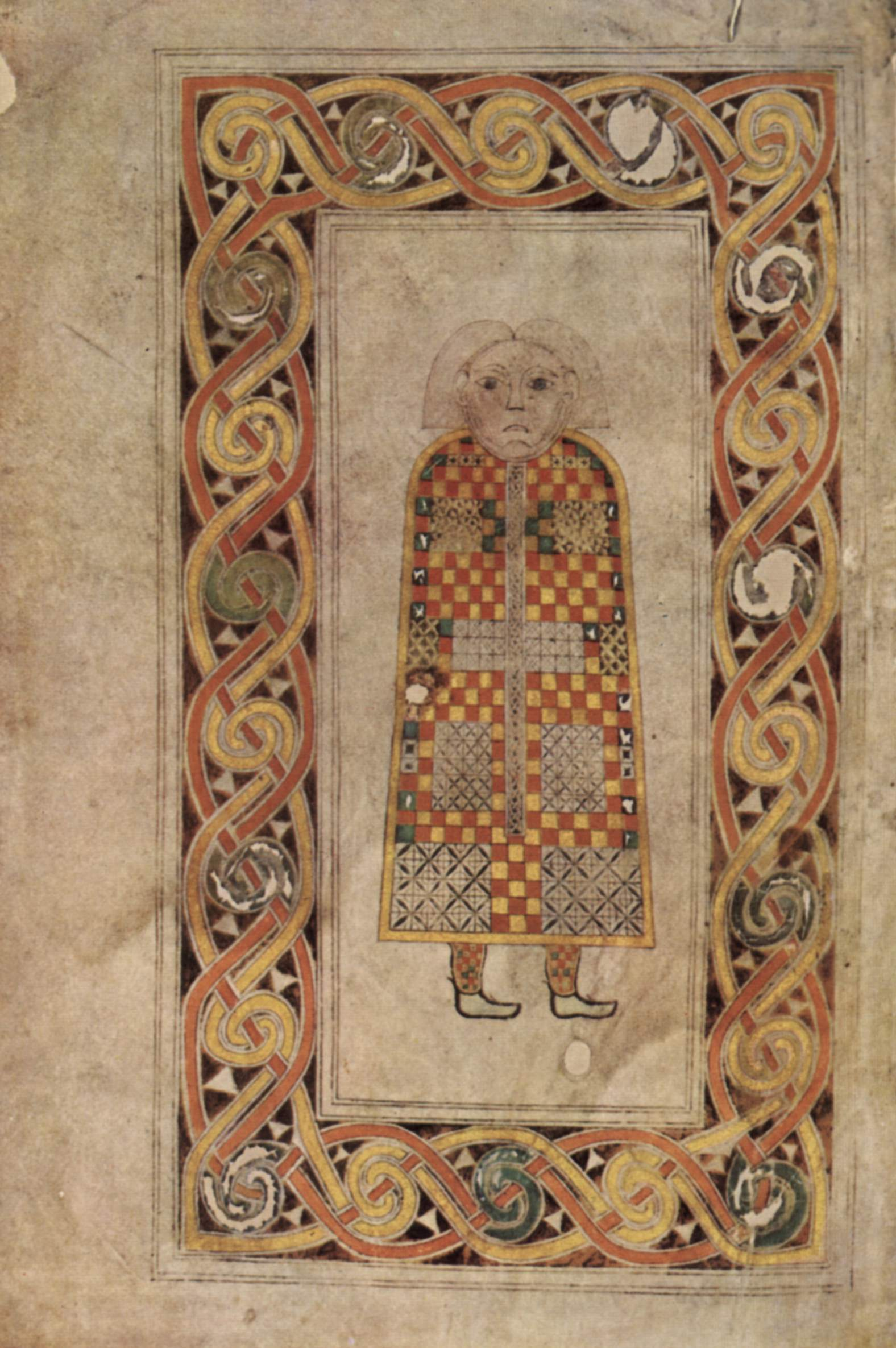
رجل ماثيو (الورقة ٢١ ظ)
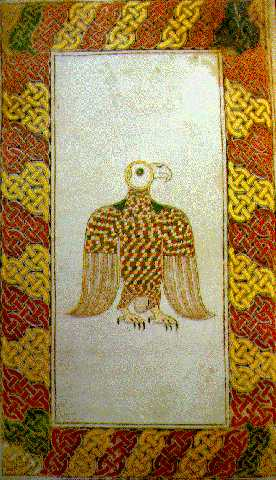
النسر ، هنا مارك ، كما هو موضح أعلاه (الورقة ٨٤ ظ)
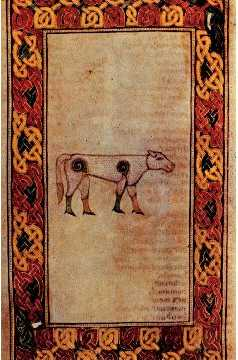
ثور لوقا (الورقة ١٢٤ ظ)
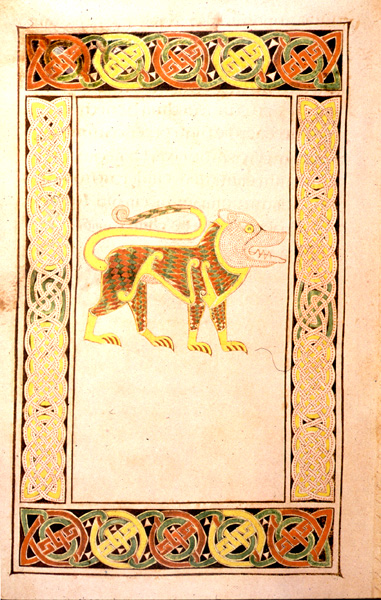
الأسد ، هنا جون (الورقة ١٩١ ظ)

## روابط خارجية
- معرض مكتبة كلية الثالوث عبر الإنترنت على كتاب دورو
- دخول كتالوج Library of Trinity College نسخة محفوظة 14 سبتمبر 2018 على موقع واي باك مشين.
- مكتبة كلية الثالوث كاملة من كتاب رقم Durrow
- كتاب دخول Durrow كتالوج في جامعة نورث كارولينا
- كنوز الفن الأيرلندي المبكر، من 1500 قبل الميلاد إلى 1500 ميلادي ، وهو كتالوج معارض من متحف المتروبوليتان للفنون (متوفر بالكامل على الإنترنت بصيغة PDF)، والذي يحتوي على مواد على كتاب دورو (القط رقم 27)
- مزيد من المعلومات في المخطوطات اللاتينية السابقة